# 圓身普提魚
圓身普提魚，又名三齒仔、紅娘仔、日本婆仔、圓身寒鯛，為輻鰭魚綱鱸形目隆頭魚亞目隆頭魚科的其中一種。

## 分布
本魚分布於日本海域。

## 深度
水深250至510公尺。

## 特徵
本魚背鰭硬棘間缺刻明顯。尾鰭截形，上下葉略突出。體長型，側扁。上下頜突出，前側具 4強犬齒，上頜每側具一大圓犬齒。頰部與鰓蓋被鱗；下頜無鱗。體背部為鮮紅色，腹部為銀白色，尾柄具有一暗紅色圓斑。背鰭硬棘12枚、背鰭軟條10枚。體長可達14.2公分。

## 生態
本魚棲息在中底水層的岩盤水域。